# 汐止七堵鐵路高架化專案
汐止七堵鐵路高架化是臺鐵立體化南港專案的一部分，當中包括汐止七堵鐵路高架化專案、汐止~五堵間第三軌高架工程和樟樹灣~南港間擴建三軌工程。汐止七堵鐵路高架化專案於2002年10月動工，於2006年4月8日晚間11點進行切換作業，在4月9日啓用，而七堵車站和七堵調車場則分別於2006年12月及2008年3月17日接連完工。至於汐止~五堵間第三軌高架工程，於2008年6月25日動工，原定2010年3月5日完工，但基泰營造因財務狀況不佳導致工程進度大幅落後，交通部鐵路改建工程局於2009年5月1日終止契約，最後於2009年10月19日由日富營造接續工程並於同年11月11日動工，於2012年7月8日完工。而樟樹灣~南港間擴建三軌工程於2013年10月20日完工。

## 車站
| 車站名稱       | 營運里程 縱貫線 基隆起 | 工程內容                            | 所在地 | 所在地 |
| -------------- | ---------------------- | ----------------------------------- | ------ | ------ |
| 高架化工程起點 |                        |                                     |        |        |
| 七堵           | 6.0                    | - 車站改建及高架化 - 新建七堵調車場 | 七堵區 | 基隆市 |
| 百福           | 8.7                    | - 新增車站                          | 七堵區 | 基隆市 |
| 五堵           | 11.7                   | - 車站高架化 - 新建五堵貨場         | 汐止區 | 新北市 |
| 汐止           | 13.1                   | - 車站高架化                        | 汐止區 | 新北市 |
| 汐科           | 14.6                   | - 新增車站                          | 汐止區 | 新北市 |
| 高架化工程終點 |                        |                                     |        |        |

## 汐止七堵鐵路高架化專案

### 工程範圍
- 大坑溪至福爾摩沙高速公路跨越橋興建台鐵汐止段山岳隧道(單座雙線)一座，長2公里。
- 汐止北二高跨越橋至五堵隧道間興建單座雙線高架鐵路，長約5公里，包含五堵車站、汐止車站高架化。
- 新建百福車站和汐科車站兩座車站。
- 七堵車站及七堵調車場改建合併高架化。
- 新建五堵貨場[2]。
- 南港調車場、南港貨場為配合南港專案之實施，遷移到七堵調車場並予以改建。
- 五堵車站─汐科車站間高架新線，已於2006年4月9日啟用通車；汐科－松山間地下新線，台鐵*八堵─南港線3軌化。[3]

### 工程效益
- 汐止車站、汐科車站完工後，消除汐止區茄苳路、水碓街、秀峰路、水源路、連興路、南興路、大同路等七處平交道，並新開闢長安地下道平面道路、信義路、新興路等道路，對汐止市區交通及美化市容景觀有極大的效益；高架鐵路可消除地面鐵路造成之阻隔，促進市區發展及避免因水患造成鐵路交通之中斷。

- 汐止及五堵高架車站不但已經解決了原有的車站前後站因鐵路阻隔導致市區之發展不均的問題，車站結合商圈的整體規劃設計，也會帶動地方經濟繁榮。

- 鐵路高架化後之騰空土地，面積約8公頃，臺灣鐵路管理局可以配合新北市政府及當地民眾需求，規劃為商業大樓、娛樂設施、活動中心、休閒廣場、公園及停車場等多項計畫使用，提升土地利用價值，對於汐止地區都市更新開發與繁榮都有最佳的幫助。

## 南港~七堵間三線化

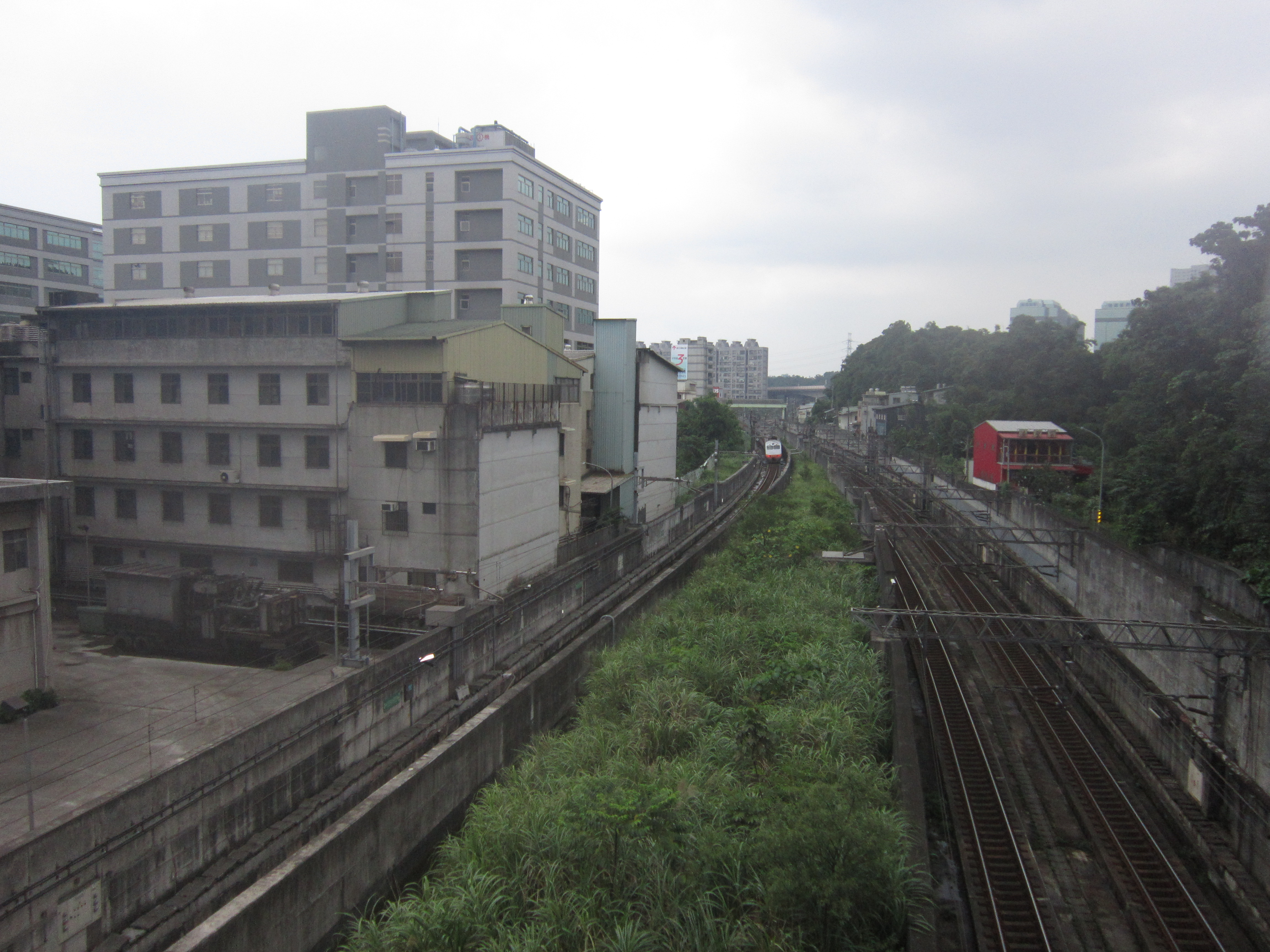
汐止樟樹灣端的三軌引道

南港~七堵間三線化是指在汐止~五堵間第三軌高架工程和樟樹灣~南港間擴建三軌工程完成後，可以使南港~七堵之間有三條正線供行車之用。

### 計劃緣起
由於東部幹線與西部幹線之行走路線於樹林至八堵間互相重疊，隨着東部幹線陸續電氣化，班次大幅增加，以及西部幹線推行捷運化，使樹林至八堵之間的路線容量不足。因此，透過本計劃可以增加南港至八堵之間之路線容量，舒緩塞車、誤點等問題。

### 內容
- 自南港車站北（大坑溪以西一點，自基隆起約 18K 處）於原先西正線一側設新線，單座單線隧道一座。
  - 至南向北為南港端明挖覆蓋段（206米）、山岳隧道段（720米）、明挖回蓋段（564米）[4]
- 爬升至地面後，改為在原東正線一側設新線，並將軌道重新接軌。
- 至汐科車站後，將原有的一號月台由側式改為島式，1A側即為新正線（現東正線）之月台。
- 通過汐止車站後，新線改設於西正線側，並將軌道重新接軌。
- 五堵車站新建第二月台（側式月台），是為新正線（現西正線）之月台。(目前已改為第1月台，而區間車大部分停原本的第2月台)
- 在五堵~百福間接五堵貨場專線，並在百福車站新建第二月台（側式月台），是為新正線（現西正線）之月台。
- 計劃完成後，將使八堵~南港（不含）間有三條正線供日常行車之用。[5]

## 移除的穿越鐵路設施
- 平交道：大同路、茄苳路、水碓街、秀峰路、水源路、新藝（連興路）、南興路
- 陸橋：汐止陸橋

## 外部連結
- 交通部鐵道局 （页面存档备份，存于）
  - 七堵鐵路車站整併專案[永久]
  - 新五堵車站高架化專案[永久]
  - 汐止鐵路高架化專案[永久]
  - 汐止~五堵間第三軌高架工程 （页面存档备份，存于）